# Tekken 3
Tekken 3 (japanska: 鉄拳3?) är ett man mot man-fightingspel i Tekkenserien, utvecklat av japanska Namco. Spelet debuterade ute i arkadhallarna i mars 1997 och släpptes till Playstation 1998. Arkadversionen finns också tillgänglig i "Arcade History"-läget i Tekken 5 från 2004.

## Om spelet
Den paramilitära Tekken-styrkan, som skyddar Mishima, näst intill utplånas av Ogre-styrkan. Heihachi Mishimas enda hopp är hans barnbarn Jin Kazama, som bor tillsammans med sin mor Jun. När Ogre-styrkan anfaller Jin Kazamas hem och med all sannolikhet dödar hans mor, söker Jin Kazama upp sin farfar och börjar studera kampsport. På Jin Kazamas 19-årsdag startar Heihachi Mishima den tredje King of the Iron Fist-turneringen, med hopp om att använda Jin Kazama för att bli av med Ogre-styrkan.

### Fotnoter
1. ↑  ”Tekken's a Knockout; 5 games to be won” (på engelska). The Mirror. 12 september 1998. http://www.thefreelibrary.com/TEKKEN%27S+A+KNOCKOUT%3b+5+games+to+be+won.-a060626480. Läst 28 maj 2015.
2. ↑  ”Screenshots” (på engelska). Washington Post. 1 maj 1998. Arkiverad från originalet den 5 november 2012. https://web.archive.org/web/20121105234637/http://www.highbeam.com/doc/1P2-655094.html. Läst 28 maj 2015.
3. ↑  ”Tekken 5” (på engelska). Giantbomb. 2 mars 2004. http://www.giantbomb.com/tekken-5/3030-18753/. Läst 28 maj 2015.
4. ↑  ”Tekken 3” (på engelska). Mobygames. 2 mars 1995. http://www.mobygames.com/game/tekken-3. Läst 28 maj 2015.